# Revista feminina (género de revista)

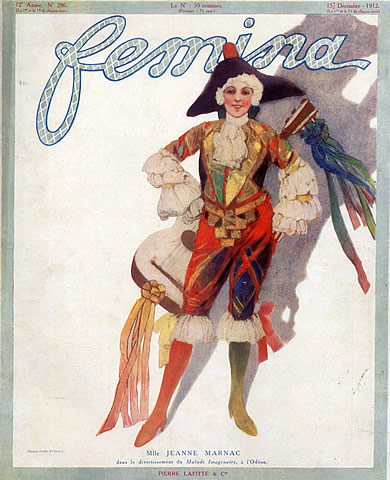
Femina (dezembro de 1915).

Revistas femininas são revistas cujas matérias, artigos e publicidade focam as mulheres. 

## Escopo
A imprensa feminina aborda temas sempre relacionados ao mundo feminino, caracterizado pela expressão de sentimentos, domesticidade e a esfera particular, da casa e da família. Os temas mais comuns são a maternidade, família, casamento e sexo.

## História
Em 1693, foi publicada a primeira edição da primeira revista feminina da Grã-Bretanha, The Ladies 'Mercury. No ano de 1857, a primeira revista feminina em língua guzerate, Streebodh, foi criada por ativistas sociais Parsi.
Em 1892, a primeira revista feminina do Egito, e de fato de todos os países mundo árabe. A  Al Fatat, foi criada por Hind Nawfal.
No período anterior à Guerra Civil Americana, Godey's Lady's Book foi uma revista feminina dos Estados Unidos que obteve a maior circulação do gênero. Sua circulação aumentou de 70.000 na década de 1840 para 150.000 em 1860.
Em 1919, Mabel Malherbe da África do Sul fundou a primeira revista feminina africana, que foi chamada Die Boerevrou.
Publicada de 1934 a 1945, a NS-Frauen-Warte, a revista nazista para mulheres, tinha o status de única revista aprovada pelo partido para mulheres e servia para fins de propaganda, apoiando principalmente o papel de dona de casa e mãe como exemplar.
Em 1952, a primeira revista feminina de língua inglesa no Sri Lanka foi fundada e publicada por Sita Jaywardana. Chamada Mulher do Sri Lanka, tinha como slogan "A revista feminina premiada do Sri Lanka". Cobria moda, eventos sociais e contos. A revista ajudou a lançar uma geração de designers e artistas. A revista também fez um desfile anual de moda e várias outras atividades culturais para arrecadar dinheiro para causas sociais.
No ano de 1963, o livro de Betty Friedan, The Feminine Mystique, foi publicado; é amplamente reconhecido como o início do feminismo de segunda onda nos Estados Unidos. No segundo capítulo do livro, Friedan afirmou que as decisões editoriais relativas às revistas femininas da época eram tomadas principalmente por homens, que insistiam em histórias e artigos que mostravam as mulheres como donas de casa felizes ou carreiristas infelizes, criando assim a "mística feminina" - a ideia de que as mulheres se realizavam naturalmente ao se dedicarem a ser donas de casa e mães. Friedan também afirmou que isso estava em contraste com a década de 1930, época em que as revistas femininas frequentemente apresentavam heroínas confiantes e independentes, muitas das quais estavam envolvidas em carreiras. No entanto, a historiadora Joanne Meyerowitz argumentou (em "Além da Mística Feminina: Uma Reavaliação da Cultura de Massa do Pós-guerra, 1946-1958," Journal of American History 79, março de 1993) que muitas das revistas e artigos contemporâneos do período não classificavam as mulheres apenas em casa, como Friedan afirmou, mas na verdade apoiava as noções de empregos de meio período ou período integral para mulheres que buscavam seguir uma carreira em vez de ser dona de casa.No entanto, esses artigos ainda enfatizam a importância de manter a imagem tradicional da feminilidade.
Em 1992, foi criada a primeira revista feminina em inglês a ser publicada no Nordeste da Índia, Eastern Panorama.
A Satree Sarn Magazine foi a primeira revista feminina da Tailândia.

## No Brasil
No Brasil, as publicações dedicadas exclusivamente ao público feminino começaram a serem criadas na primeira metade do século XIX, um período em que muitas mulheres ainda eram analfabetas. Revistas como a Claudia, Casa & Jardim, Amiga, Boa Forma, Glamour, Marie Claire, Capricho eCosmopolitan são algumas das inúmeras revistas que possuem como objetivo atingir o público feminino.